# Черкесовы
Черкесовы — дворянский род.
Согласно Гербовнику, «Отец Ивана Федорова, сына Черкесова, происходит из шляхетства Горских Черкас, и был, как показано в свидетельстве от Кабардинского Владельца Магомета Атажукина, в большой Кабарде знатной Уздень умершего Князя Александра Бекетовича, большего брата Шолок-бека дядька и особливую у себя деревню имел, которою и ныне родственники его владеют. Помянутый же Иван Черкесов, переселяясь в Россию, принял закон Греческого исповедания, и 6 июля 1732 года блаженныя и вечно достойныя памяти Государыня Императрица Анна Иоанновна всемилостивейшее пожаловала его, Ивана Черкесова, с потомками его в дворянское достоинство, и на оное Диплом, из коего все сие обстоятельство выписано; а 14 августа 1798 года Его Величество Государь Император Павел Первый Высочайше соизволил Герб Черкесовых утвердить, который для внесения в Гербовник, а равно и копия с помянутого Диплома препровождены из Герольдии по определению Правительствующего Сената».

## Описание герба
В щите, имеющем красное поле, изображена с правого верхнего к левому нижнему углу серебряная полоса с тремя на ней чёрными пятиугольными звездами.
На щите дворянский коронованный шлем. Нашлемник: три страусовых пера. Намёт на щите красный, подложенный серебром.